# Clytia hummelincki
Clytia hummelincki is een hydroïdpoliep uit de familie Campanulariidae. De poliep komt uit het geslacht Clytia. Clytia hummelincki werd in 1935 voor het eerst wetenschappelijk beschreven door Leloup. 